# باشگاه فوتبال خوونتود المپیکا
باشگاه دپورتیوو خوونتود المپیکا که معمولاً با نام خوونتود المپیکا شناخته می‌شود یک باشگاه فوتبال حرفه‌ای اهل السالوادور مستقر در سان سالوادور بود.
این باشگاه دو بار قهرمان لیگ برتر السالوادور شده است.